# Hoya praetorii
Hoya praetorii är en oleanderväxtart som beskrevs av Friedrich Anton Wilhelm Miquel. Hoya praetorii ingår i släktet Hoya och familjen oleanderväxter. Inga underarter finns listade i Catalogue of Life.